# 2014年ソチオリンピックの閉会式
2014年ソチオリンピックの閉会式（2014ねんソチオリンピックのへいかいしき）は、2014年2月23日の20時14分（モスクワ時間）に開会式同様、オリンピックスタジアムで挙行された。

## カウントダウン
20時14分を迎える直前にはモデスト・ムソルグスキーの『展覧会の絵』の「バーバ・ヤガー」をBGMに「5」「4」「3」「2」「1」と数字が表示される映像が流された。

## ロシアの海のアトラクション
スタジアムのフィールドには海が映され、そこへ何羽のカモメ（チャイカ）の作り物をパフォーマが差し金でひらひらと飛翔させた後、道化師が船頭を務める船が空中に懸垂れながらゆっくりと移動する。船にはリュボフと2人の友達が乗っている。海はソチが海に面した都市であることを示す。そこへ、銀色の光を乱反射する外套を着た600人のパフォーマーが現れ、水をイメージした曲線から構成されるマスゲームを見せたのち彼らは5つの集団に分かれ、それぞれが輪に広がり全体で五輪を造った。このとき開会式で五輪の電飾の一つが開かなかったトラブルを逆手に取り、輪にならなかった右端の輪は遅れて輪になった。
なお、ここで使われた音楽はアメリカ映画『ジャイアンツ（原題：Giant）』の主題曲で、作曲は旧ロシア帝国領（現ウクライナ）生まれでサンクトペテルブルク音楽院で教育を受けたディミトリ・ティオムキン。

## 国旗掲揚と表彰式

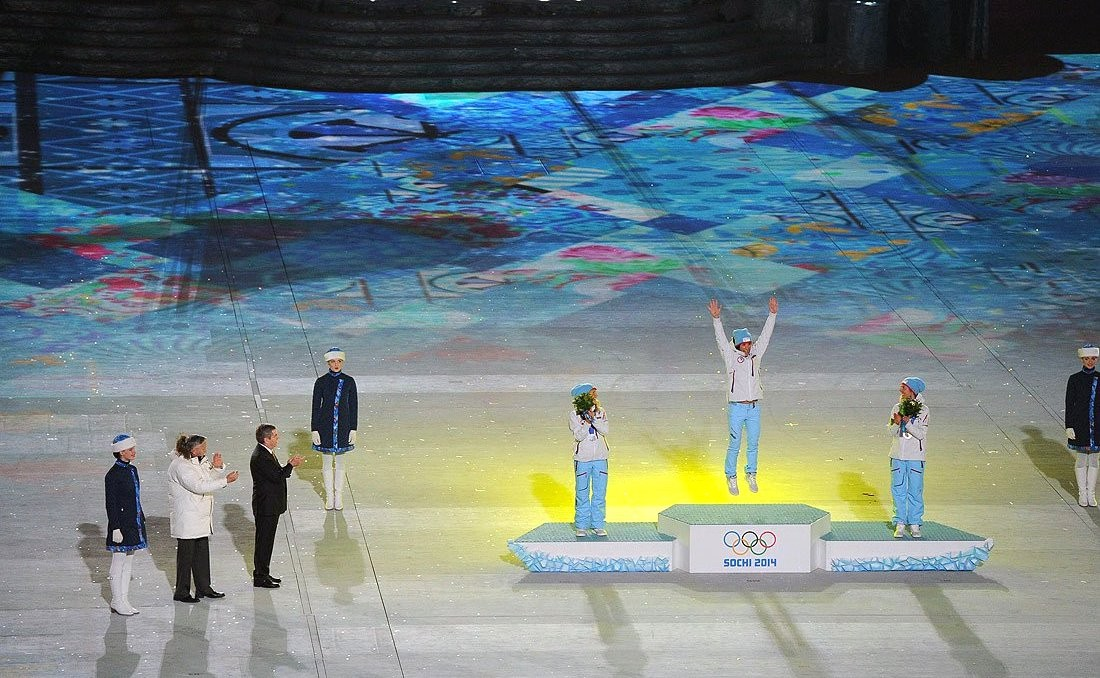
閉会式で最後のメダル授与式を行うのは2004年のアテネオリンピックから。

チャイコフスキーの『戴冠式祝典行進曲』が流れる中、ロシア国旗がロシアの金メダリストによって運ばれ、オーケストラと1000人の児童合唱団をヴァレリー・ゲルギエフの指揮（オーケストラの副指揮はユーリー・バシュメット）によってロシア国歌が演奏され、ロシア国旗が掲揚された。
このあと、女子クロスカントリー30㎞と男子クロスカントリー50㎞のメダル授与式が執り行われた。

## 選手入場
フィールドに、地球が映されると、その中央に地下に通じるスロープが現れるとそこから、ロシア士官学校の軍楽隊による太鼓とシンバルの演奏が披露され、そのあと参加国の旗手が国旗を持って入場。それに選手たちが、国別ではなく自由に入場し、開会式同様に客席に誘導された。

## アトラクション

### ロシアの芸術
アトラクションはマルク・シャガールなどロシアの産んだ芸術家の紹介に移った。アルフレート・シュニトケの『ビオラと管弦楽のためのポルカ』がバシュメットがビオラ部をターニャ・サミュエルがバイオリン部を演奏する演奏される中、フィールドにシャガールの絵が映され天地が逆転したフロートなどシャガールの絵をイメージしたフロートが登場した。

### ロシアのピアニスト

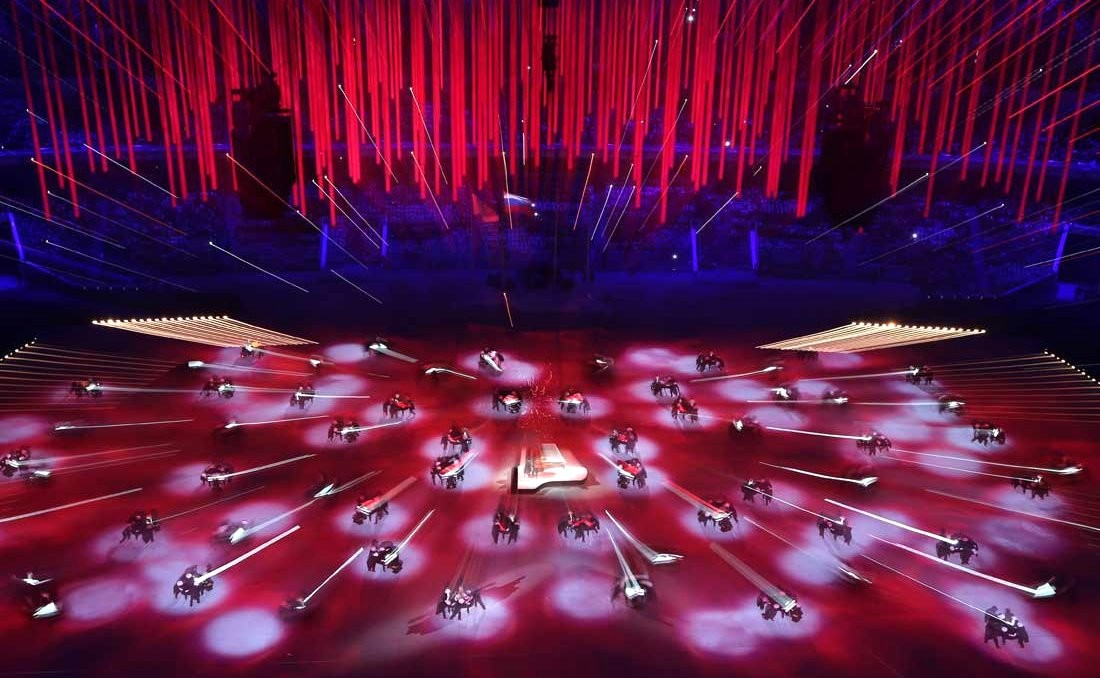
デニス・マツーエフよる演奏

つづいて62台のグランドピアノのレプリカが燕尾服にかつらをつけた道化師によって運ばれ、所狭しとそれを動かすパフォーマンスを展開、ロシアが多数の優れたピアニストを輩出した音楽・ピアノ大国を紹介するアトラクションに移った。中央には本物のグランドピアノが現れ、デニス・マツーエフによってセルゲイ・ラフマニノフの『ピアノ協奏曲第2番』が演奏された。

### ロシアのバレエ

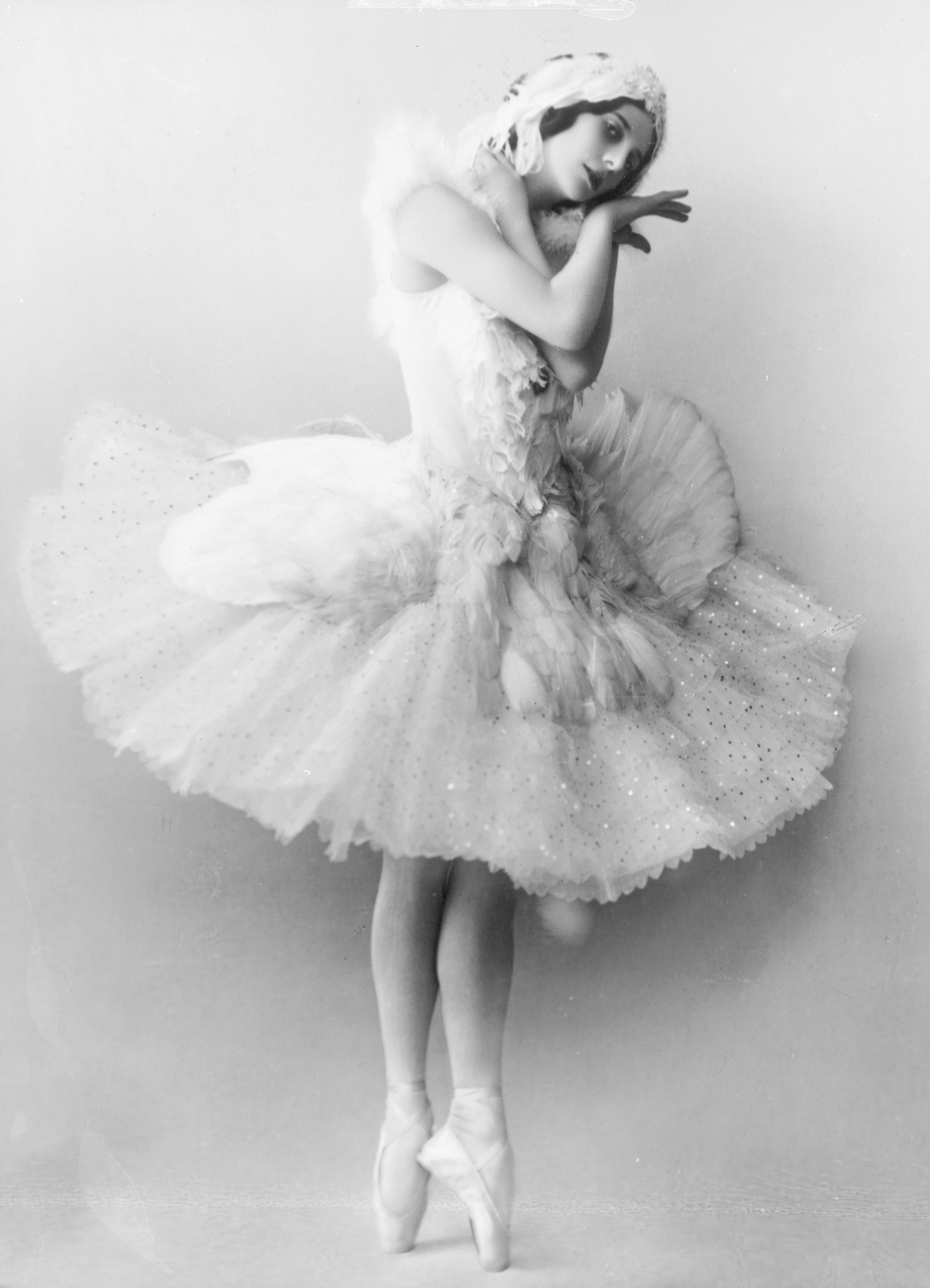
アンナ・パヴロワの『瀕死の白鳥』

セルゲイ・ディアギレフ（演:ユーリ・スメカロフ(マリインスキー)）、アンナ・パヴロワ（演:クセーニャ・ジガンシヴァ(ワガノワバレエ学校在学））とエンリコ・チェケッティ（演:マクシム・ユージン（マリインスキー））とロシアのバレエの創始者が現れるとリムスキー＝コルサコフの『シェヘラザード』が流れる中で、懸垂されたボリショイ劇場、マリインスキー劇場を表す二つの舞台の「額縁」と豪奢なシャンデリアが上空から降りてくる、そこから白いチュチュのバレリーナがと黒いズボンに白いシャツの男性バレエダンサーも登場、そこへ『シェヘラザード』のゾベイダ（アリサ・ソドレワ（マリインスキー・バレエ））、同作の黄金の奴隷（デニス・ロドキン（ボリショイ・バレエ））、『薔薇の精』の薔薇の精（アントン・コルサコフ（マリインスキー・バレエ））『瀕死の白鳥』の白鳥（マリア・セメニャチェンコ（ボリショイ・バレエ））、『火の鳥』の火の鳥（アナスタシア・コレゴワ（マリインスキー・バレエ））が登場し華麗に踊った。

### ロシアの文学
本が積み重されている図書館に案内されたリュボフと友達たち、アラム・ハチャトゥリアンの『仮面舞踏会』（ミハイル・レールモントフ原作）のワルツが流れる中、周りには、レフ・トルストイ、フョードル・ドストエフスキー、アレクサンドル・プーシキン、アントン・チェーホフ、アンナ・アフマートヴァ、アレクサンドル・ブローク、オシップ・マンデリシュターム、ウラジーミル・マヤコフスキー、ヨシフ・ブロツキー、アレクサンドル・ソルジェニーツィンら12人の文豪にふんした俳優らが机に向かい、原稿を見るなどしている。大きなパネルが周りに現れるとそこには歴史上の文豪の肖像写真が映される、その中で印刷工にふんしたパフォーマーが紙を撒きそのページの紙吹雪が天高く舞った。

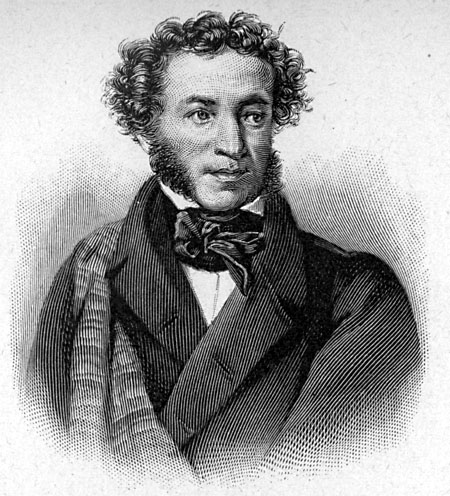
アレクサンドル・プーシキン
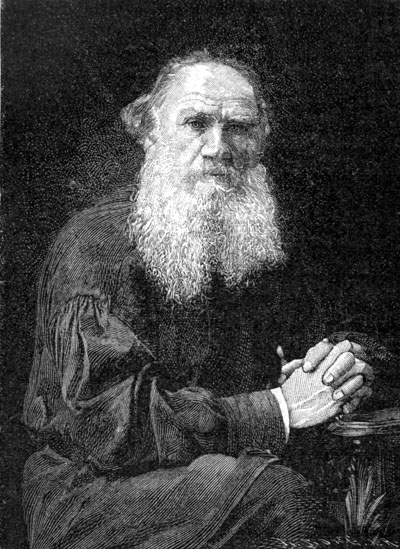
レフ・トルストイ
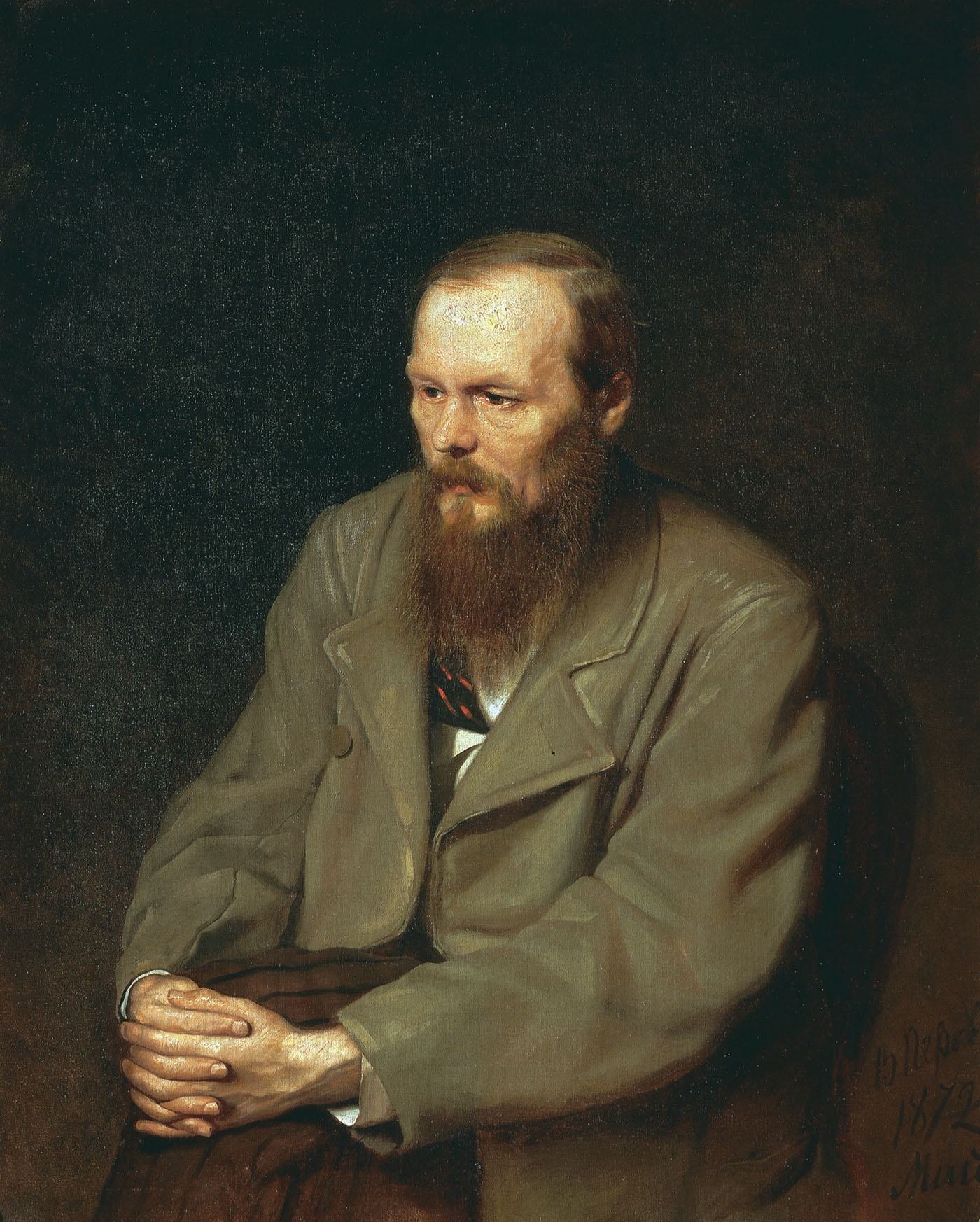
フョードル・ドストエフスキー
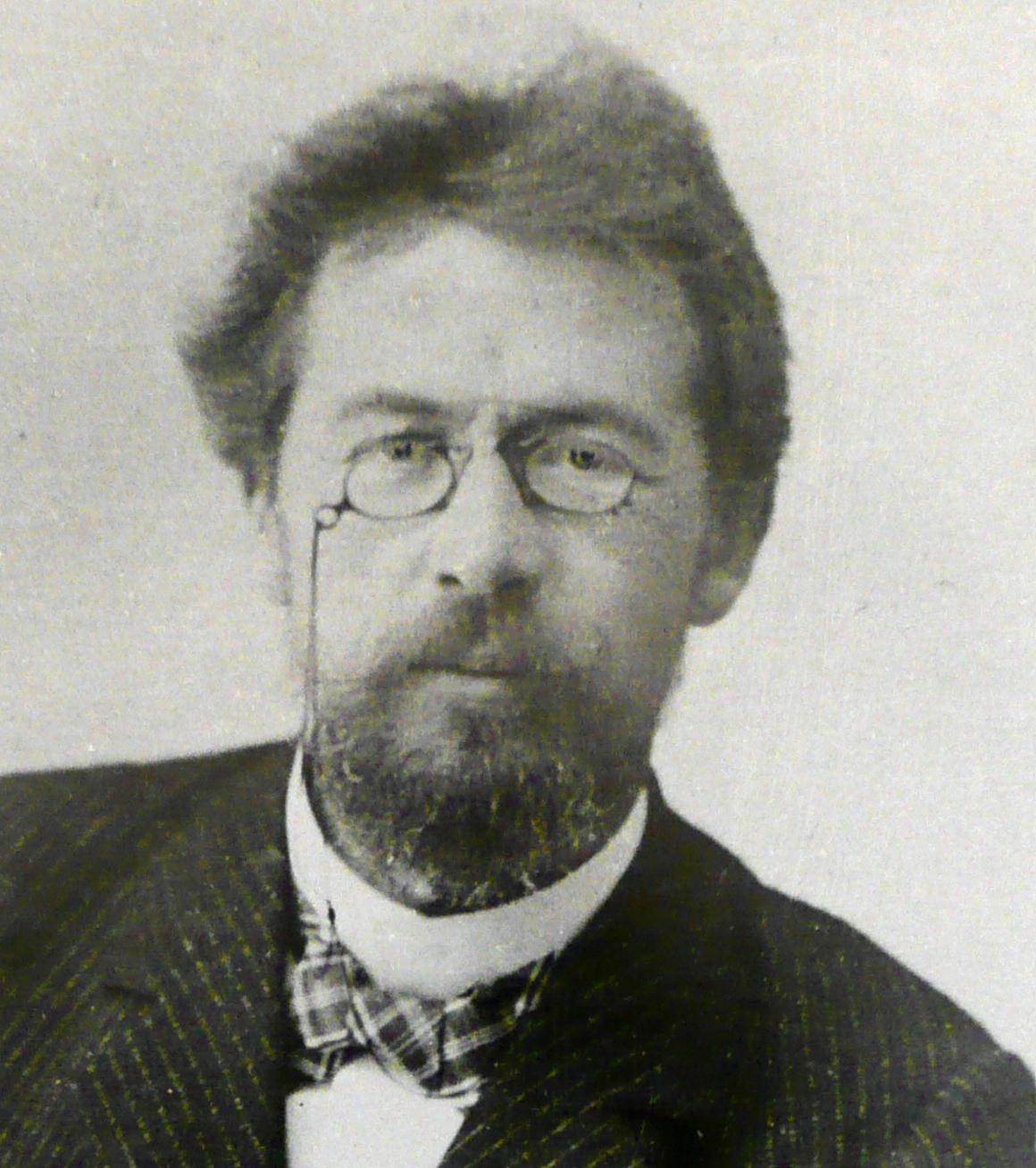
アントン・チェーホフ
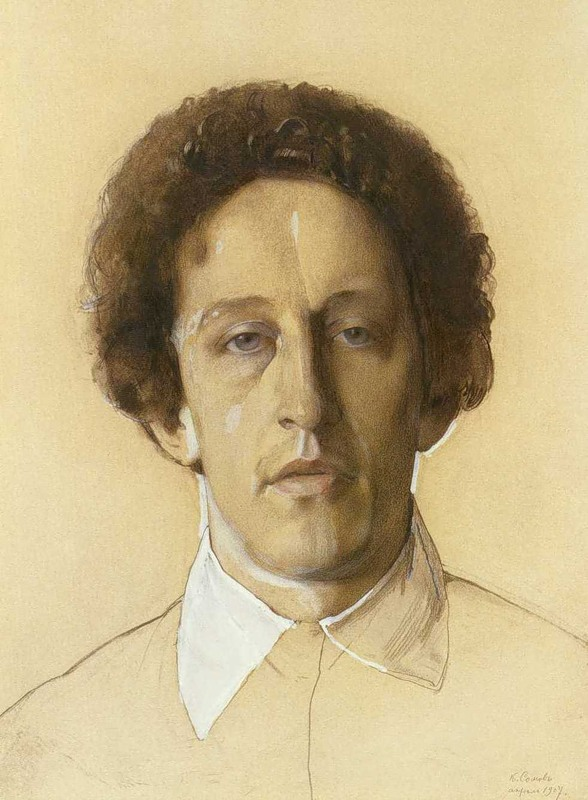
アレクサンドル・ブローク
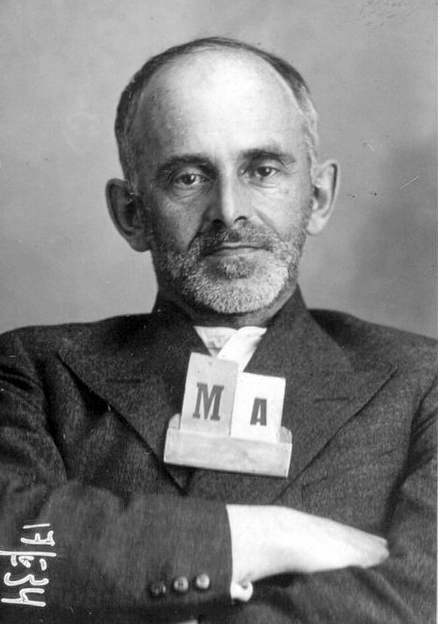
オシップ・マンデリシュターム
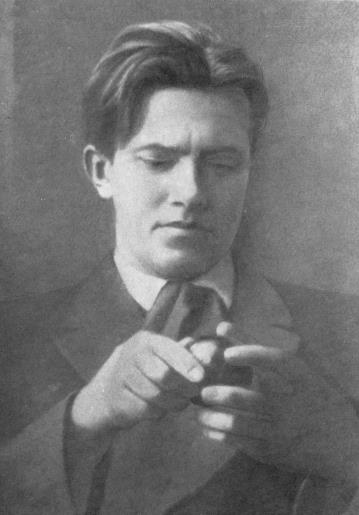
ウラジーミル・マヤコフスキー
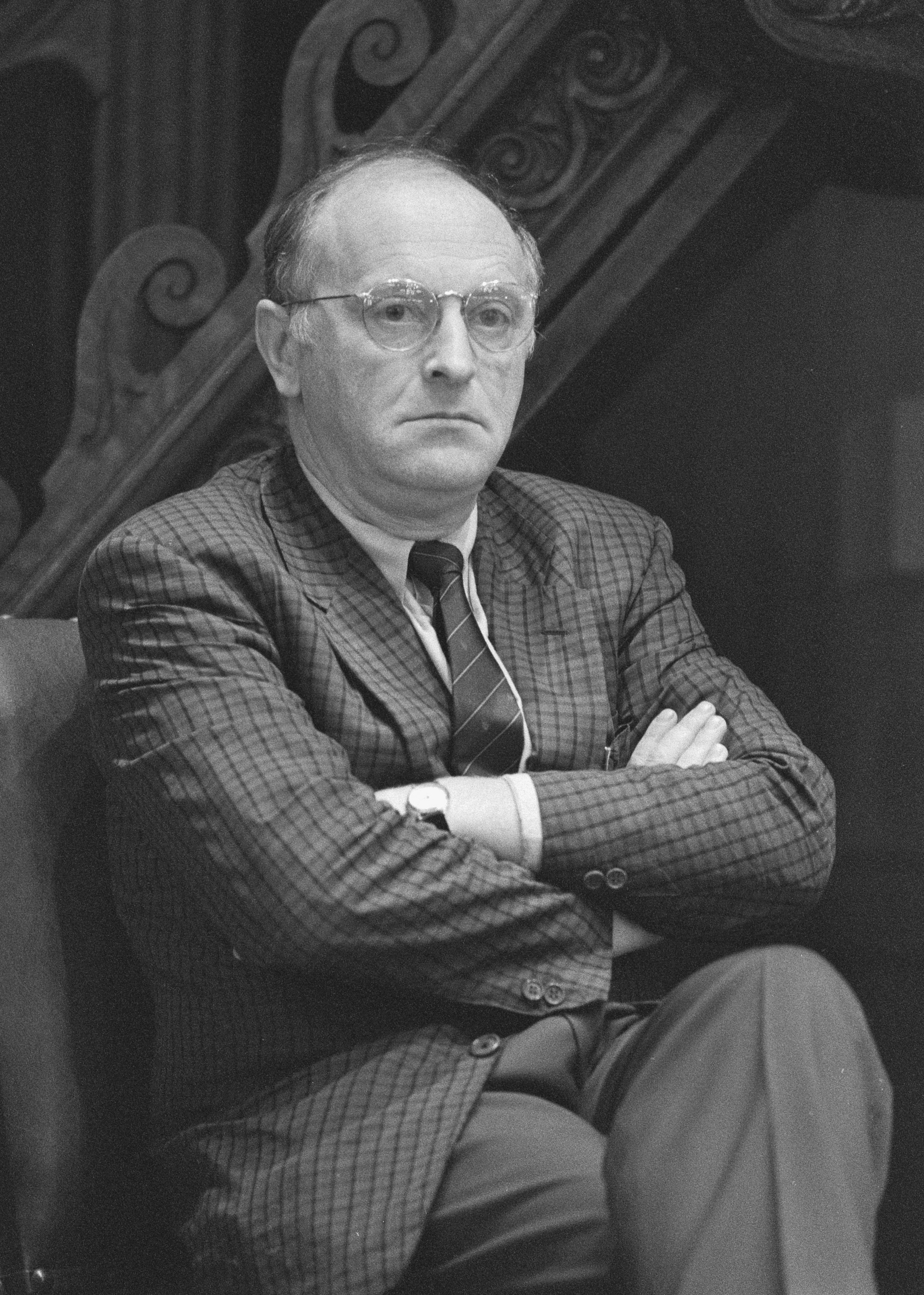
ヨシフ・ブロツキー
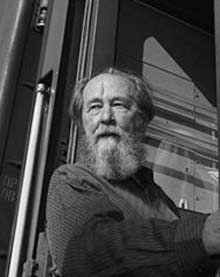
アレクサンドル・ソルジェニーツィン

### ロシアのサーカス
ドミートリイ・ショスタコーヴィチの「ジャズ組曲第2番」より第6曲「ワルツ第2」が流れる中サーカス団が登場、フィールドにはサーカス小屋が現れた。その後、音楽はセルゲイ・プロコフィエフの「シンデレラ」より第39曲「ワルツ」に変わり、フィールドでは実際のサーカス団員によるサーカスが同時に多数演じられた。

## ギリシャ国旗掲揚、オリンピック旗引き継ぎ、韓国国旗掲揚
アトラクションが終わると、オリンピック発祥国のギリシャの国旗が国歌が演奏される中掲揚された。その後、オリンピック賛歌が演奏されオリンピック旗が降ろされた。そして次の開催国、韓国の国旗が少年少女による国歌の歌唱の中掲揚されのち、オリンピック旗が今回、五輪が開催されたソチ市長からトーマス・バッハIOC会長を経て次回、五輪が開催される平昌郡守に渡された。

## 韓国のアトラクション
次の開催国でもある韓国のアトラクションが行われた。景福宮の門が開く映像から韓国の歴史と、多様な国土を紹介し最後にソウル市街など現代の繁栄を示す映像が流された。
しかし映像の中に古代中国の四大発明の一つとされている「活字印刷」が含まれていたことから、活字の韓国起源説として中国のネット上で大きな問題になっていた。
韓国の擬人化し白いパジチョゴリをきた老人がカヤグム(伽耶琴)という韓国の琴で『アリラン』を演奏し始めた。それをオペラ歌手のスミ・ジョーがクラシック風に、ジャズでアレンジしたアリランを女性歌手ナ・ユンソンが引き継ぎ、さらに日本出身でピアニストの梁邦彦が白いピアノで弾き、ポピュラーソングにアレンジしたアリランをイ・スンチョルが歌い、韓国の長い歴史を『アリラン』のアレンジで表した。

## 聖火の消灯
バッハIOC会長の演説後、ロシア映画「At Home Among Strangers」のエドゥアルド・アルテミエフの作曲によるテーマ曲(オーケストラ編曲)が流れる中、フィールドに3つのマスコットキャラクターが現れると、そこに聖火を表したたき火が登場。1980年モスクワオリンピックの閉会式で同オリンピックのマスコットのミーシャが空へ飛び立つシーンが数秒間映し出された後、「ダ・スヴィダーニヤ（さようなら）私たちの可愛いミーシャ」が流れる中、これを熊のマスコット「ミーシャ」が一滴の涙を流しながら吹き消した。これと同時に、スタジアム外の聖火台の聖火も消灯された。
それと同時にチャイコフスキーのピアノ協奏曲第1番が流れる中花火が打ち上げられた。

## 使用された楽曲
- モデスト・ムソルグスキー：『展覧会の絵』
- ディミトリ・ティオムキン：映画『ジャイアンツ（原題：Giant）』主題曲
- ピョートル・チャイコフスキー：『戴冠式祝典行進曲』『ピアノ協奏曲第1番』
- リムスキー＝コルサコフ：バレエ『シェヘラザード』
- セルゲイ・ラフマニノフ：『ピアノ協奏曲第2番』
- セルゲイ・プロコフィエフ：『シンデレラ』
- ドミートリイ・ショスタコーヴィチ：『ジャズ組曲第２番』
- アラム・ハチャトゥリアン：『仮面舞踏会』
- アルフレート・シュニトケ：『ヴァイオリンと弦楽のためのポルカ』
- エドゥアルド・アルテミエフ：映画『At Home Among Strangers』主題曲
- 朝鮮半島の民謡：『アリラン』

## 日本での放送
NHK総合テレビジョンにて2014年2月24日、1:05 - 3:35まで生中継で放送された。キャスターは冨坂和男アナウンサーと上條倫子アナウンサーが務めた。また録画放送が同日、8:15 - 8:50まで放送された。